# Open Nantes ITF
L'Open Nantes ITF, noto anche come Engie Open Nantes Atlantique e in passato come "Open GDF SUEZ Nantes Atlantique" per motivi di sponsorizzazione, è un torneo professionistico femminile di tennis giocato su campi in cemento indoor. Fa parte dell'ITF Women's Circuit. Si gioca annualmente a Nantes in Francia.

## Albo d'oro

### Singolare
| Anno              | Campionessa          | Finalista         | Punteggio            |
| ----------------- | -------------------- | ----------------- | -------------------- |
| 2025              | Talia Gibson         | Francesca Curmi   | 3–6, 7–5, 6–1        |
| 2024              | Léolia Jeanjean      | Sara Cakarevic    | 6–1, 6–3             |
| ↑ ITF W50 ↑       |                      |                   |                      |
| 2023              | Oceane Dodin         | Gabriela Knutson  | 6(2)–7, 6–3, 6–2     |
| 2022              | Kamilla Rakhimova    | Xinyu Wang        | 6–4, 6–4             |
| 2021              | Anhelina Kalinina    | Oceane Dodin      | 7–6(4), 1–0 ritirata |
| 2020              | Non disputato        | Non disputato     | Non disputato        |
| 2019              | Cristina Bucsa       | Tamara Korpatsch  | 6–2, 6(11)–7, 7–6(6) |
| ↑ ITF W60 ↑       |                      |                   |                      |
| 2018              | Timea Bacsinszky     | Amandine Hesse    | 6–4, 3–6, 6–1        |
| 2017              | Kaia Kanepi          | Richel Hogenkamp  | 6–3, 6–4             |
| ↑ ITF 25K ↑       |                      |                   |                      |
| 2016              | Non disputato        | Non disputato     | Non disputato        |
| 2015              | Mathilde Johansson   | Andreea Mitu      | 6–3, 6–4             |
| 2014              | Katerina Siniakova   | Ons Jabeur        | 7–5, 6–2             |
| 2013              | Aljaksandra Sasnovič | Magda Linette     | 4–6, 6–4, 6–2        |
| 2012              | Monica Niculescu     | Julija Putinceva  | 6–2, 6–3             |
| 2011              | Alison Riske         | Iryna Brémond     | 6–1, 6–4             |
| 2010              | Lucie Hradecká       | Valerija Savinych | 6–3, 6–1             |
| 2009              | Arantxa Rus          | Renata Voráčová   | 6–3, 6–2             |
| 2008              | Vesna Manasieva      | Stefanie Vögele   | 6–3, 6–2             |
| ↑ ITF 50K+H ↑     |                      |                   |                      |
| 2007              | Anna Korzeniak       | Virginie Pichet   | 6–4, 6–0             |
| 2006              | Iryna Kurjanovič     | Caroline Maes     | 1–6, 7–5, 6–1        |
| 2005              | Kristina Barrois     | Alberta Brianti   | 6–4, 6–2             |
| 2004              | Leslie Butkiewicz    | Rita Kuti Kis     | 6–2, 6–1             |
| ↑ ITF 25K ↑       |                      |                   |                      |
| 2003              | Eden Marama          | Pascale Leroy     | 4–6, 6–0, 6–1        |
| ↑ ITF 10K event ↑ |                      |                   |                      |

### Doppio
| Anno          | Campionesse                                | Finaliste                                    | Punteggio        |
| ------------- | ------------------------------------------ | -------------------------------------------- | ---------------- |
| 2025          | Martyna Kubka Lisa Zaar                    | Sofia Costoulas Talia Gibson                 | 6–3, 6–2         |
| 2024          | Tyra Caterina Grant Camilla Rosatello      | Diāna Marcinkēviča Sada Nahimana             | 6–2, 6–1         |
| ↑ ITF W50 ↑   |                                            |                                              |                  |
| 2023          | Ali Collins Yuriko Lily Miyazaki           | Emily Appleton Isabelle Haverlag             | 7–6(4), 6–2      |
| 2022          | Magali Kempen Fang-Hsien Wu                | Veronika Erjavec Emily Webley-Smith          | 6–2, 6–4         |
| 2021          | Samantha Murray Sharan Jessika Ponchet     | Alicia Barnett Olivia Nicholls               | 6–4, 6–2         |
| 2020          | Non disputato                              | Non disputato                                | Non disputato    |
| 2019          | Vivian Heisen Yana Sizikova                | Akgul Amanmuradova Alina Silich              | 7–6(2), 6–3      |
| ↑ ITF W60 ↑   |                                            |                                              |                  |
| 2018          | Estelle Cascino Elixane Lechemia           | Akgul Amanmuradova Alina Silich              | 7–5, 6–4         |
| 2017          | Manon Arcangioli Sherazad Reix             | Lesley Pattinama Kerkhove Michaella Krajicek | 6–2, 6–3         |
| ↑ ITF 25K ↑   |                                            |                                              |                  |
| 2016          | Non disputato                              | Non disputato                                | Non disputato    |
| 2015          | Lenka Jara Karolina Stuchla                | Katerina Siniakova Renata Voracova           | 6–4, 6–2         |
| 2014          | Ljudmyla Kičenok Nadežda Kičenok           | Stephanie Foretz Amandine Hesse              | 6–2, 6–3         |
| 2013          | Lucie Hradecká (2) Michaëlla Krajicek      | Stéphanie Foretz Gacon Eva Hrdinová          | 6–3, 6–2         |
| 2012          | Catalina Castaño Mervana Jugić-Salkić      | Petra Cetkovská Renata Voráčová              | 6–4, 6–4         |
| 2011          | Stéphanie Foretz Gacon Kristina Mladenovic | Julie Coin Eva Hrdinová                      | 6–0, 6–4         |
| 2010          | Anne Keothavong Anna Smith                 | Mervana Jugić-Salkić Darija Jurak            | 5–7, 6–1, [10–6] |
| 2009          | Lucie Hradecká (1) Michaela Paštiková      | Vladimíra Uhlířová Renata Voráčová           | 6–4, 6–4         |
| 2008          | Kacjaryna Dzehalevič Juliana Fedak         | Darija Jurak Maša Zec-Peškirič               | 6–3, 6–4         |
| ↑ ITF 50K+H ↑ |                                            |                                              |                  |
| 2007          | Sofia Arvidsson Johanna Larsson            | Caroline Maes Melanie South                  | 4–6, 7–5, [10–7] |
| 2006          | Rebecca Llewellyn Melanie South            | Sabine Lisicki Irena Pavlović                | 6–2, 6–0         |
| 2005          | Mailyne Andrieux Renata Voráčová           | Marie-Ève Pelletier Aurélie Védy             | 6(3)–7, 7–5, 6–2 |
| 2004          | Iryna Kurjanovič Tatsiana Uvarova          | Gréta Arn Rita Kuti Kis                      | 6–4, 4–6, 7–6(5) |
| ↑ ITF 25K ↑   |                                            |                                              |                  |
| 2003          | Eden Marama Paula Marama                   | Iryna Kurjanovič Yevheniia Savranska         | 6–4, 6–2         |
| ↑ ITF 10K ↑   |                                            |                                              |                  |